# Евангелие на евионитите
Евангелието от евионитите е апокрифно евангелие, съставено вероятно в средата на 2 век в областта Перея на източния бряг на река Йордан и приписвано на еврейската християнска секта на евионитите.
От книгата са запазени само 7 цитата в съставената през 4 век ересиология Панарион на православния епископ Епифаний Кипърски, полемичен текст, излагащ несъответствията между доктрината и религиозните практики на евионитите, спрямо утвърдените от Никейския събор.
Сред описаните от Епифаний отклонения на Евангелието на евионитите от православието са отсъствието на концепцията за непорочно зачатие, представата, че Иисус Христос е избран за Божи син в момента на кръщението си, забраната на еврейските жертвоприношения и пропагандирането на вегетарианството.
Някои от идеите в Евангелието на евионитите (напр. отричане на Непопорочното зачатие) се срещат и в Евангелие от Филип.